# Staro Jelezare, Plovdiv
Staro Jelezare (în bulgară Старо Железаре) este un sat în comuna Hisarea, regiunea Plovdiv,  Bulgaria. 

## Demografie
Componența etnică a satului Staro Jelezare
     Bulgari (73,83%)
     Romi (13,51%)
     Nicio identificare (12,65%)
     Altele (0,51%)
La recensământul din 2011, populația satului Staro Jelezare era de 577 locuitori. Din punct de vedere etnic, majoritatea locuitorilor (73,83%) erau bulgari, cu o minoritate de romi (13,51%). Pentru 12,65% din locuitori nu este cunoscută apartenența etnică.